# Lac de Glažnja
Le lac de Glažnja (en macédonien : Езеро Глажња) est un lac situé au nord de la Macédoine du Nord, dans la municipalité de Lipkovo. 

## Géographie
Il se trouve dans le massif de la Skopska Crna Gora et il a été créé par un barrage, construit en 1972 sur la Lipkovska Reka, petit affluent de la Pčinja. Un peu plus bas, il est secondé par une autre retenue artificielle, le lac de Lipkovo. Le lac doit son nom au village voisin, Glažnja.
Le lac de Glažnja a été construit pour produire de l'électricité et permettre l'irrigation des terres agricoles de la région ainsi que pour fournir en eau potable les villages voisins. Le barrage en lui-même fait 344,04 mètres de long, 80 mètres de haut et quatre mètres d'épaisseur. Il retient 26 000 000 m3, dont 1 970 000 m3 d'espace mort et 24 075 000 m3 de volume utile.